# Pakisjajar
Pakisjajar is een bestuurslaag in het regentschap Malang van de provincie Oost-Java, Indonesië. Pakisjajar telt 10.303 inwoners (volkstelling 2010).